# 雒城街道
雒城街道，原为雒城镇，是中华人民共和国四川省德阳市广汉市下辖的一个乡镇级行政单位。2019年12月，撤镇设街道。2021年5月，将汉州街道（原新丰街道）金华社区、和平社区成都大道中心线以西所属行政区域和三星堆镇金山社区天府大道北延线至三星堆大道西段中心线以东北，及狮堰社区、金谷社区汉州大道南段中心线以东所属行政区域划归雒城街道管辖。将雒城街道金雁湖社区、君平社区所属行政区域划归金雁街道管辖，将雒城街道奎楼社区所属行政区域划归汉州街道管辖。

## 行政区划
雒城街道下辖以下地区：
金领社区、南昌路社区、汉口路社区、学府社区、金雁社区、雒中社区、三北社区、外北社区、火车站社区、桂花社区、佛山路社区、中山社区、柳州路社区、西城路居社区、九江社区、顺德社区、常德社区、中国民航飞行学院社区、川航天职业技术学院社区和蔬菜管理委员会村。